# Linia izostatyczna
Linia izostatyczna, inaczej trajektoria naprężeń głównych, jest terminem używanym  w mechanice materiałów. Linie izostatyczne są to linie do których styczne w dowolnym punkcie wskazują kierunek jednego z naprężeń głównych. Wyróżniamy trajektorie naprężeń rozciągających - oznaczane linią ciągłą oraz trajektorie naprężeń ściskających - oznaczane linią przerywaną. Trajektorie naprężeń rozciągających i ściskających są wzajemnie prostopadłe i nachylone pod kątem 45° do osi belki w punktach leżących na osi obojętnej.